# Asymmetric Digital Subscriber Line 2
Asymmetric Digital Subscriber Line 2 (ADSL2) und Extended bandwidth Asymmetric Digital Subscriber Line 2 (ADSL2+) sind Weiterentwicklungen der ADSL-Norm (G.992.1/G.992.2), die vor allem Datenraten und Reichweite einer ADSL-Verbindung verbessern. Die Verbesserung der Reichweite erlaubt es dem Netzwerkbetreiber, ADSL einer größeren Zahl potentieller Kunden anzubieten, während die höheren Datenraten neue Dienste wie hochauflösendes Fernsehen (HDTV) über eine Internetverbindung ermöglichen. Mit der Einfügung von VDSL bei Datenraten von mindestens 50 bis zu 250 MBit/s nehmen viele Internet Service Provider Datentarife in diesem Standard aus ihren Angeboten.
ADSL2 und ADSL2+ sind als G.992.3 und G.992.5 von der ITU genormt worden.

## Unterschiede zu ADSL
Bei ADSL beträgt die maximale Empfangsdatenrate (Downstream) 10 Mbit/s und die maximale Sendedatenrate (Upstream) 1 Mbit/s, bei der Norm G.992.1 mit Annex A und Annex B.
ADSL2
Bei Asymmetric Digital Subscriber Line 2 (ADSL2) führt eine verbesserte Signalverarbeitung und Kodierung zu höheren relativen Datenraten für eine gegebene Entfernung im Vergleich zu ADSL. ADSL2 verfügt über eine Stromsparfunktion (L2-Modus), wenn keine Daten übertragen werden, sowie über die sogenannte Seamless Rate Adaption. Für ADSL2 betragen die maximalen Datenraten 12 Mbit/s im Downstream und 3,5 Mbit/s im Upstream, bei der Norm G.992.3 und Annex J. Sofern diese Datenraten bei einzelnen Anbietern noch unterstützt werden, handelt es sich in der Regel um Bestandskundentarife.
ADSL2+
Extended bandwidth Asymmetric Digital Subscriber Line 2 (ADSL2+) erweitert den Frequenzbereich des ADSL-Signals von 1,1 MHz auf 2,2 MHz und erhöht damit die maximale Datenrate auf 24 Mbit/s in Empfangsrichtung und 3,5 Mbit/s in Senderichtung, bei der Norm G.992.5 mit Annex J. In Deutschland werden mit Ausnahme einiger lokal verfügbarer Angebote lediglich max. 16 Mbit/s in Empfangsrichtung angeboten. Damit sind unter Berücksichtigung der Leitungsdämpfung Leitungslängen bis ca. 2 km vom Kabelverzweiger bis zur Anschlussdose des Kunden möglich. ADSL2+ verfügt auch über die L2-Stromsparfunktion und die Seamless Rate Adaption. Auch dieser Standard ist bei vielen Anbietern nicht mehr verfügbar, da die meisten Provider Tarife erst ab 50 Mbit/s (im Standard VDSL) zur Auswahl stellen.

## Kompatibilität zu ADSL
Während des Aufbaus einer ADSL2/2+-Verbindung tauschen Modem und Vermittlungsstelle Informationen über die Fähigkeiten der jeweils anderen Seite aus, daher können üblicherweise sowohl ADSL2/2+-Modems in einem reinen ADSL-Netz als auch ADSL-Modems an einer ADSL2/2+-Leitung betrieben werden (letzteres gilt jedoch nicht an ADSL2+-Anschlüssen der Deutschen Telekom).

## ADSL2/2+-Varianten

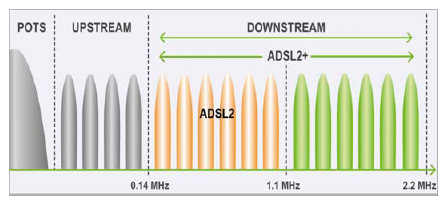
ADSL2 Frequenzaufteilung

Mit Reach-Extended-ADSL2 (RE-ADSL2; ITU G.992.3 Annex L) wurde eine Übertragungsvariante für besonders lange Anschlussleitungen mit gleichzeitig möglicher Analogtelefonie standardisiert, bei der in den niedrigeren Frequenzbereichen der Sendepegel angehoben wird, womit die mit einer ADSL-Vermittlungsstelle versorgbare Fläche gegenüber ADSL-over-POTS (Annex A) um etwa 40 % erhöht wird. France Telecom setzt RE-ADSL2 seit dem Frühjahr 2006 landesweit bei langen Anschlussleitungen ein.

Frequenz- bzw. Kanalaufteilung der verschiedenen ADSL-Normen
analog/ISDN
Schutzband
Upstream
Downstream ADSL/ADSL2
zusätzlicher Downstream ADSL2+

Um Firmen entgegenzukommen, die in der Regel ein höheres ausgehendes Datenaufkommen als durchschnittliche Verbraucher haben, wurden mit ITU G.992.3/5 Annex M (mit gleichzeitig möglicher Analogtelefonie) sowie ITU G.992.3/5 Annex J (für entbündeltes DSL) Varianten der ADSL2/2+-Normen geschaffen, die die maximale Datenrate in Senderichtung (das heißt ins Netz) auf bis zu 3,5 Mbit/s erhöhen.
Diese Varianten weisen aufgrund des identischen Up/Downstream-Frequenzsplits bei 276 kHz eine hohe Spektralkompatibilität zum in Deutschland bisher exklusiv verwendeten ADSL-over-ISDN (Annex B) auf, weshalb sie von der Deutschen Telekom im Gegensatz zu Annex A und Annex L zur Nutzung in ihrem TAL-Netz bereits seit mehreren Jahren freigegeben sind; dessen ungeachtet gab es im Sommer 2009 noch keine darauf basierenden Angebote auf dem deutschen Markt. Bei der Deutschen Telekom wurde erwogen, bei All-IP-Anschlüssen künftig Annex J anstelle von Annex B einzusetzen. Mittlerweile (Stand: November 2011) gibt es bereits über Annex-J realisierte Anschlüsse, die ebenfalls ohne Zwangstrennung auskommen.

Außerhalb Deutschlands werden auf Annex M basierende DSL-Zugänge dagegen bereits seit mehreren Jahren beispielsweise vom australischen Anbieter Internode, vom britischen Anbieter Be*, vom dänischen Anbieter Fullrate und vom schwedischen Anbieter Bredbandsbolaget (20 Mbit/s downstream, 3 Mbit/s upstream) angeboten.
In Japan wird eine weitere, bisher nicht genormte Variante von ADSL2+ eingesetzt, die das Empfangsspektrum auf 3,7 MHz erweitert und Datenraten bis zu 50 Mbit/s ermöglicht. Mit diesen hohen Datenraten tritt ADSL in Konkurrenz zu VDSL, mit dem Vorteil, auch bei großen Entfernungen des Teilnehmers von der Vermittlungsstelle eine Verbindung herstellen zu können.
Zusätzlich ist bei ADSL2/2+ – wie zuvor nur bei SDSL – die Bündelung von mehreren Kupferdoppeladern mittels Bonding auf DSL-Protokollebene zur Erhöhung der Datenraten möglich.

## ADSL2+ als Voraussetzung für IPTV
Mit den über ADSL2+ realisierbaren Datenraten können gleichzeitig mehrere HD/SD-IPTV-Kanäle übertragen werden, wobei gleichzeitig noch genügend Datenratenreserven für das Internetsurfen und für VoIP zur Verfügung stehen, was als Voraussetzung für die kommerzielle IPTV-Vermarktung gilt. Neben Anbietern wie Telefónica Germany (früher HanseNet), die ihr IPTV-Angebot von Beginn an über ADSL2+ planten, bietet die Deutsche Telekom seit dem Spätsommer 2007, nachdem sie in 750 Städten ein paralleles Streaming-fähiges IP-Konzentrationsnetz aufgebaut hat, ihr ursprünglich nur für VDSL2 projektiertes Triple Play/IPTV-Angebot Telekom Entertain auch über ADSL2+ an.

## Schnittstellenvarianten
Die Endgeräte (Customer Premises Equipment, CPE) und die Gegenstellen im Central Office, die DSLAM müssen spezifisch ausgelegt werden um im Telekommunikationsnetzwerk arbeiten zu können. In Deutschland wird ausschließlich die Variante ADSL-over-ISDN genutzt. Produkte die für andere Regionen vorgesehen sind funktionieren deswegen nur schlecht oder gar nicht in Netzen anderer Länder. So können beispielsweise ADSL2-Endgeräte für die Niederlande meist nicht in Deutschland verwendet werden, da hier überwiegend die Variante „ADSL over POTS“ im Einsatz ist.
Die einzelnen Varianten sind in den Anhängen (engl. Annex) der ITU-T G.992.3 definiert
| Annex | Bezeichnung in der ITU-T G.992.3 | Beschreibung                                                                     |
| ----- | --- | -------------------------------------------------------------------------------- |
| A     | Specific requirements for an ADSL system operating in the frequency band above POTS                                                    | ADSL2 over POTS                                                                  |
| B     | Specific requirements for an ADSL system operating in the frequency band above ISDN as defined in ITU-T Rec. G.961 Appendices I and II | ADSL2 over ISDN                                                                  |
| J     | All digital mode ADSL with improved spectral compatibility with ADSL over ISDN                                                         | Entbündeltes DSL                                                                 |
| L     | Specific requirements for a Reach Extended ADSL2 (READSL2) system operating in the frequency band above POTS                           | Ausführung für erhöhte Reichweite bis 7 km                                       |
| M     | Specific requirements for an ADSL system with extended upstream bandwidth, operating in the frequency band above POTS                  | Erhöhte Upload-Geschwindigkeit bis zu 3,3 Mbit/s (auf Kosten der Download-Rate). |